# Linia M3 metra w Mediolanie

Linia M3 na mapie

Linia M3 – trzecia w kolejności wybudowana linia metra w Mediolanie. Budowa rozpoczęła się w 1986 i została zakończona w 1990 z okazji Mistrzostw świata w piłce nożnej. Jest nazywana linią żółtą (Linea Gialla) i takim kolorem jest oznaczona.
Linia łączy południowo-wschodnie przedmieścia San Donato Milanese, centrum i północno-zachodnią część miasta. Linia obecnie ma długość 17,1 km i 21 stacji.